# Attilio Bettega
Attilio Bettega (Molveno, 19 de fevereiro de 1953 — Córsega, 2 de maio de 1985) foi um piloto italiano de rali. Disputou provas pela Lancia e Fiat.

## Morte
Attilio Bettega morreu em 2 de maio de 1985 por um acidente no Rali da Córsega com o seu Lancia Rally 037.

## Memorial
Attilio Bettega teve um Memorial chamado Memorial Bettega